# بودان میخایلیچنکو
بودان میخایلیچنکو (اوکراینی: Богдан Васильович Михайліченко؛ زادهٔ ۲۱ مارس ۱۹۹۷) بازیکن فوتبال اهل اوکراین است.
از باشگاه‌هایی که در آن بازی کرده‌است می‌توان به باشگاه فوتبال زوریا لوهانسک، باشگاه فوتبال دینامو کی‌یف، باشگاه فوتبال اندرلشت، و باشگاه فوتبال استال کامیانسکه اشاره کرد.
وی همچنین در تیم‌های ملی فوتبال زیر ۲۰ سال اوکراین، زیر ۲۱ سال اوکراین، و اوکراین بازی کرده‌است.